# Comté de Cook (Illinois)
Pour les articles homonymes, voir Comté de Cook.
Le comté de Cook (en anglais : Cook County) est un comté situé dans le nord-est de l'État de l'Illinois aux États-Unis. La ville de Chicago est le siège du comté. Situé en bordure du lac Michigan, le comté fait partie de l'aire métropolitaine de Chicago (Chicago Metropolitan Area ; communément appelée « Chicagoland »).
Avec 5 275 541 habitants d'après le recensement de 2020, le comté de Cook est le deuxième comté le plus peuplé des États-Unis après celui de Los Angeles. Il représente 40,6 % de la population totale de l'État. Plus de la moitié de ses résidents habitent dans la ville de Chicago, la troisième ville la plus peuplée des États-Unis après New York et Los Angeles. 
Il y a 135 municipalités constituées dans le comté de Cook dont 23 villes (cities), 1 town et 111 villages. La plus importante d'entre elles est Chicago (2 746 388 habitants), qui est également la troisième plus grande ville des États-Unis et représente à elle seule environ 55 % de la population du comté. Toutes les municipalités (hormis les villes de Chicago et d'Evanston) font partie de l'un des 29 townships qui divisent le comté de Cook. 
Les électeurs du comté de Cook votent traditionnellement pour le Parti démocrate, à l'inverse des comtés qui l'entourent (DuPage, Lake et Will), qui sont plutôt républicains.

## Géographie
D'après le Bureau du recensement des États-Unis, le comté a une superficie totale de 4 235 km2 (1 635 mi2) dont 2 449 km2 (956 mi2) de terre et 1 785 km2 (689 mi2), soit 42,16 % d'eau (en particulier le lac Michigan). La ville de Chicago occupe à elle seule 606 km2, dont 588 km2 de terre.
Bien qu'il comprenne quelques forêts sur son territoire, le comté de Cook est l'un des comtés les plus urbanisés et les plus densément peuplés des États-Unis, comprenant la majeure partie du territoire de la ville de Chicago (une petite partie de cette dernière étant située dans le comté voisin de DuPage à l'ouest) et de nombreuses banlieues proches. Les comtés mitoyens sont appelés les « Collar Counties » ; ils comprennent la majeure partie des banlieues de Chicago.
Le comté est bordé par le comté de Lake au nord, le comté de Kane au nord-ouest, le lac Michigan à l'Est, le comté de Will au sud et sud-ouest, le comté de Lake (Indiana) au sud-est et le comté de DuPage à l'ouest.

## Histoire

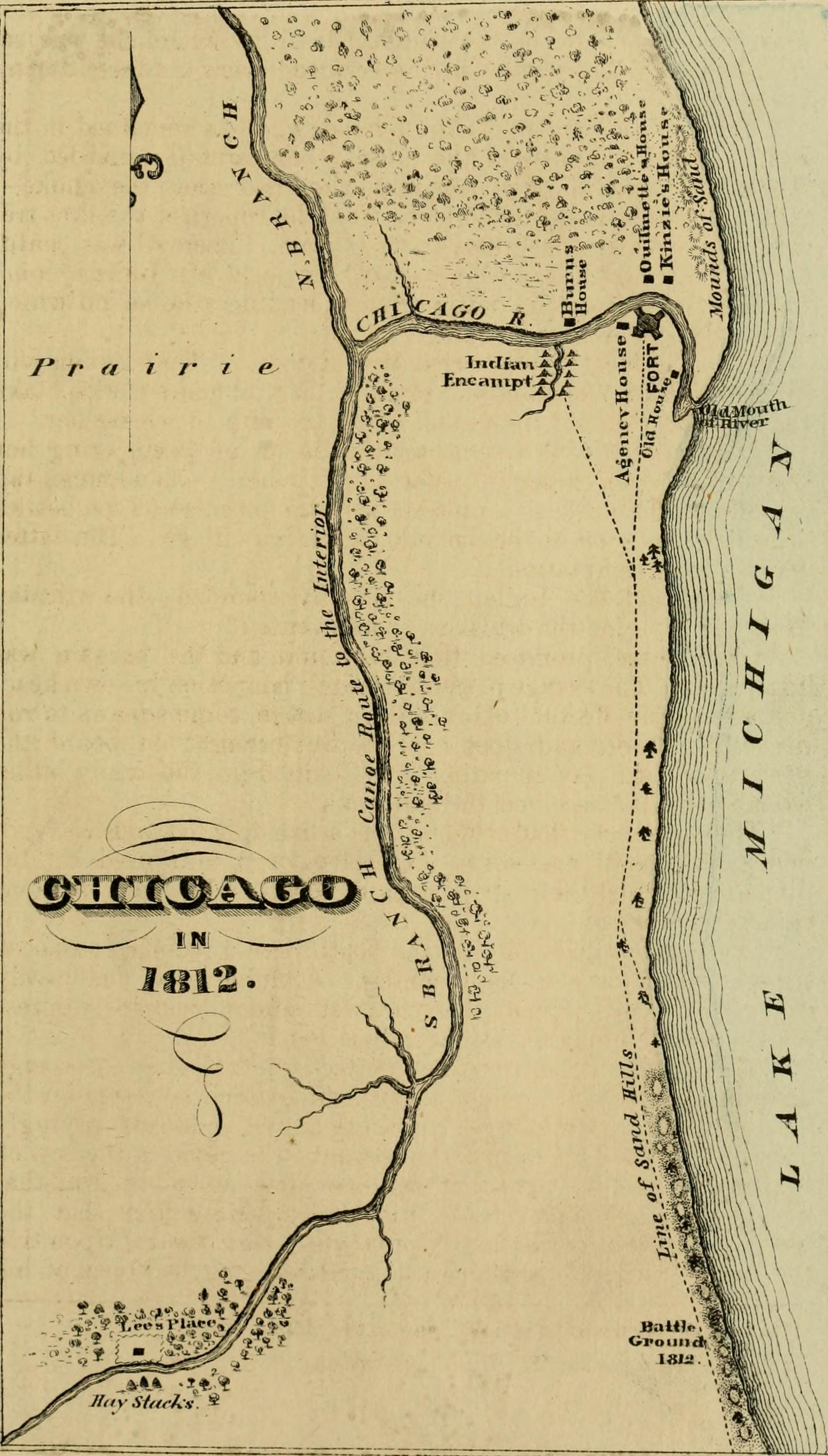
Carte représentant le site de la future ville de Chicago avec l'emplacement du fort Dearborn. On peut distinguer les branches de la rivière Chicago (1812).

Le comté de Cook a été créé le 15 janvier 1831 à la suite de sa scission du comté de Putnam par un acte de l'Assemblée générale de l'Illinois (Illinois State Legislature). Il est devenu le 54e comté officiellement établi dans l'État de l'Illinois. Son nom provient de Daniel Pope Cook, qui fut le premier procureur général de l'État ainsi que le deuxième représentant de l'État au Congrès des États-Unis.
Le premier conseil du comté de Cook s'est réuni en 1831 avec trois membres : deux de Chicago et un de Naperville (DuPage n'est devenu un comté distinct qu'en 1839). Le conseil du comté était chargé d'une multitude de responsabilités et s'est réuni initialement pendant deux jours à Fort Dearborn. Le conseil fixe le siège du comté à Chicago, demande à l'État un terrain de 10 acres pour y bâtir des bâtiments administratifs et nomme un greffier de comté. Peu de temps après, le conseil établit une taxe foncière, construit un hospice, supervise l'octroi de licences aux tavernes et une ligne de ferry sur la rivière Chicago. La même année commence la construction de deux autoroutes : une à l'ouest du comté de DuPage (Ogden Avenue) et une autre au sud-ouest (Archer Avenue). Le comté était directement responsable des pauvres, des malades et des prisonniers, ainsi que des routes, des tribunaux, des élections et des impôts. Ces fonctions de base restent aujourd'hui au cœur du gouvernement du comté de Cook.

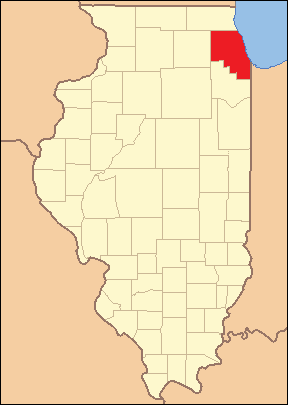
Carte des comtés de l'Illinois dans les années 1830. Le territoire du comté de Cook (en rouge) entre 1836 et 1839 avant la création du comté de DuPage.

En 1836, peu de temps après sa création, le comté de Cook a perdu une partie de son territoire qui a donné naissance au comté de Will au sud, et en 1839 pour la création du comté de DuPage à l'ouest. En 1848, l'Assemblée générale de l'Illinois a voté pour permettre aux comtés d'adopter des gouvernements de canton. Le comté de Cook s'est d'abord subdivisé en 27 townships, qui ont assumé certaines des responsabilités du comté : gestion des écoles publiques, supervision des élections et entretien des routes locales. Les superviseurs des townships étaient membres du conseil du comté.
Entre 1860 et 1890, le comté attire de nombreux habitants en provenance de l'étranger et de tout le pays. En 1870, le conseil d'administration du comté de Cook était composé de plus de 50 superviseurs. Bien que plus de 85 % de la population du comté résidait dans la ville de Chicago, moins de la moitié des représentants du conseil étaient originaires de cette ville. Pour remédier à ce problème, l'État modifia l'organisation du conseil. Le nouveau conseil de 15 membres comptait 10 représentants élus de Chicago. En 1890, plus de 90 % de la population du comté vivait dans la ville de Chicago.
Un grand nombre des fermes de l'extrême nord-ouest et du sud-ouest de Chicago ont disparu face au boom de la construction spéculative des années 1920.
Après 1945, grâce à la disponibilité de prêts assurés par la FHA et la VA, aux nouvelles voies rapides et au déménagement de nombreuses entreprises vers les banlieues, la population des banlieues du comté s'est développée. Skokie et Oak Lawn ont été parmi les banlieues qui ont connu la croissance la plus rapide dans les années 1950 et 1960, avec des milliers de maisons unifamiliales construites dans chacune d'elles. Les années 1970 et 1980 ont vu le développement de la plupart des terres agricoles restantes du comté. À ce moment-là, la croissance urbaine contiguë avait englouti à la fois les fermes restantes et les zones résidentielles et industrielles de banlieue.

## Drapeau

Drapeau officiel du comté.

Le drapeau du gouvernement du comté de Cook utilise le bleu pour symboliser les cours d'eau du comté, le vert pour les terres et les berges préservées, le rouge pour le changement social et la toile blanche pour l'innovation à venir. La forme centrale en « Y » représente les trois bras de la rivière Chicago qui se rejoignent au niveau du quartier de Wolf Point (à Chicago). Les étoiles comportent chacune sept branches pour représenter chaque région du comté, la ville de Chicago et les réserves forestières, qui s'unissent pour symboliser l'unité des résidents et une mission commune.
Six étoiles représentent les moments fondateurs du comté de Cook, notamment :
- 1) la fondation du comté de Cook en 1831 ;
- 2) la fondation des centres hospitaliers du comté de Cook, John H. Stroger, Jr. Hospital of Cook County et Provident Hospital of Cook County, respectivement en 1832 et 1891 ;
- 3) la création du Département de la santé du comté (Cook County Department of Public Health), qui a joué un rôle important dans la vaccination à la suite de la pandémie de Covid-19, à la dénonciation de la violence armée comme problème de santé publique, à la lutte contre les déserts alimentaires et à l'élimination des disparités en matière de santé ;
- 4) la création du Cook County Forest Preserves en 1914, qui reste aujourd'hui un élément essentiel de la préservation des terres naturelles et des réserves forestières dans le comté ;
- 5) la création du premier établissement pénitentiaire pour mineurs du comté, la Arthur J. Audy Home en 1899, marquant le leadership du comté de Cook en matière de réforme de la justice des mineurs et des familles ;
- 6) une ode aux 29 townships et aux gouvernements locaux qui composent le comté de Cook et qui fait écho aux étoiles de l'ancien drapeau.

## Administration

### Cook County Board

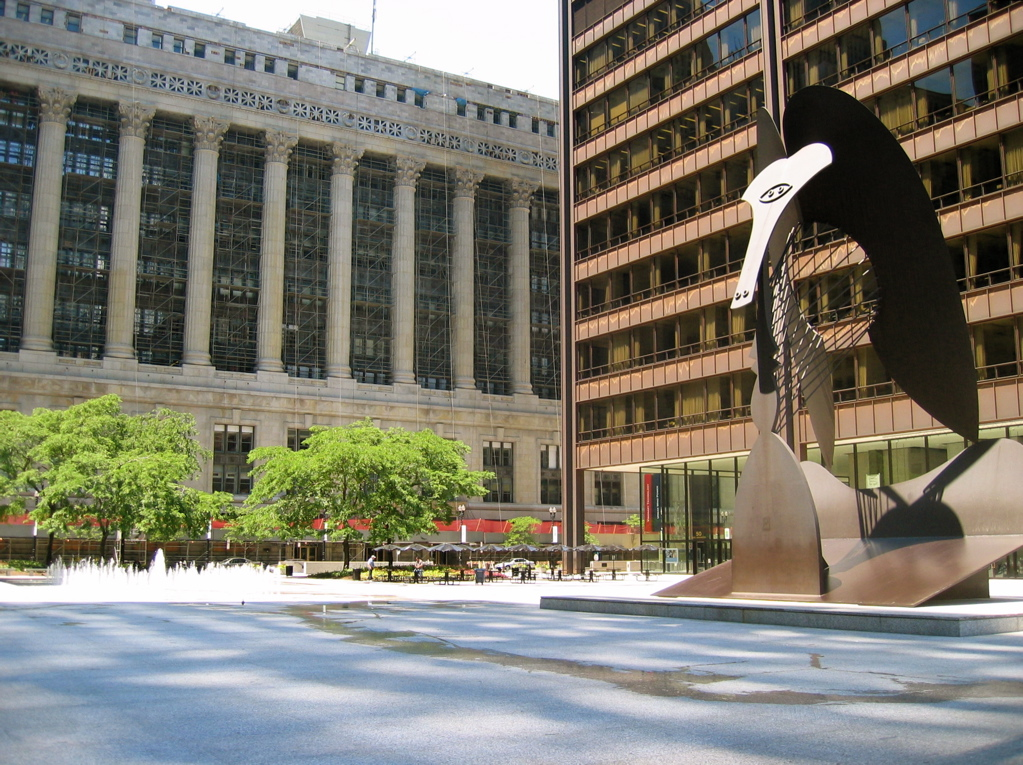
Le Cook County Hall (siège du comté de Cook) vu depuis Daley Plaza avec la sculpture du Chicago Picasso et le Richard J. Daley Center à droite.

Le gouvernement du comté de Cook (en anglais : Government of Cook County) est divisé en branches exécutive et législative. Le président du conseil (Cook County Board President) incarne le pouvoir exécutif et préside le conseil, les représentants du conseil (Cook County Board of Commissioners), au nombre de 17, incarnent le pouvoir législatif et représentent les 17 districts du comté. Ensemble, ils forment le conseil du comté de Cook (Cook County Board). Ils sont élus pour quatre ans. Ils appliquent les lois de l'État dans le comté. Le gouvernement du comté gère la propriété publique, les services de santé publique (gestion de quatre hôpitaux et trente cliniques), la sécurité publique (qui relève de la compétence du shérif du comté ; essentiellement dans les territoires non incorporés ou ne dépendant d'aucune municipalité), l'administration pénitentiaire (gestion de la prison du comté de Cook) et la maintenance de certaines voies express et artères majeures dans le comté (en dehors de la ville de Chicago).
Le gouvernement du comté de Cook est actuellement le 19e gouvernement local le plus important aux États-Unis. Le président actuel du comté est Toni Preckwinkle.

### Tendances politiques
Le comté possède en son sein plus de membres au Parti démocrate que n'importe quel autre comté de l'État de l'Illinois. En effet, il est l'un des comtés comptant le plus de démocrates aux États-Unis. Ces quarante dernières années, les habitants n'ont voté qu'une seule fois pour un candidat républicain lors d'une élection présidentielle, quand les électeurs du comté ont préféré Richard Nixon à George McGovern en 1972. En 1970, la constitution de l'État de l'Illinois a permis au parti majoritaire de redessiner les circonscriptions électorales ; les démocrates l'ont fait à plusieurs reprises, plus récemment en 2011, par "charcutage électorale" (Gerrymandering) pour obtenir des sièges républicains supplémentaires au Congrès de l'État dans l'élection de 2012,,. Néanmoins, les républicains sont habituellement représentés par des titulaires responsables de certains districts.
Le Parti démocrate du comté de Cook (Cook County Democratic Party) est une organisation qui représente les électeurs démocrates dans les 50 circonscriptions de la ville de Chicago et dans les 30 townships du comté de Cook. L'organisation domine la politique du comté, de la ville de Chicago et de l'État depuis les années 1930. Le dernier maire républicain de Chicago était William Hale Thompson, qui a quitté son bureau en 1931 avec un record de corruption qui explique en partie la domination démocrate à Chicago depuis cette époque. Depuis 1931, tous les maires de Chicago sont démocrates. Les candidatures républicaines à la mairie depuis lors sont celles du candidat républicain Bernard Epton, qui est parvenu au score le plus serré de l'histoire politique de Chicago lorsqu'il fut vaincu par le  démocrate Harold Washington en 1983 (à moins de 40 000 voix) dans une élection qui a attiré un auditoire national.

### Bureau du shérif

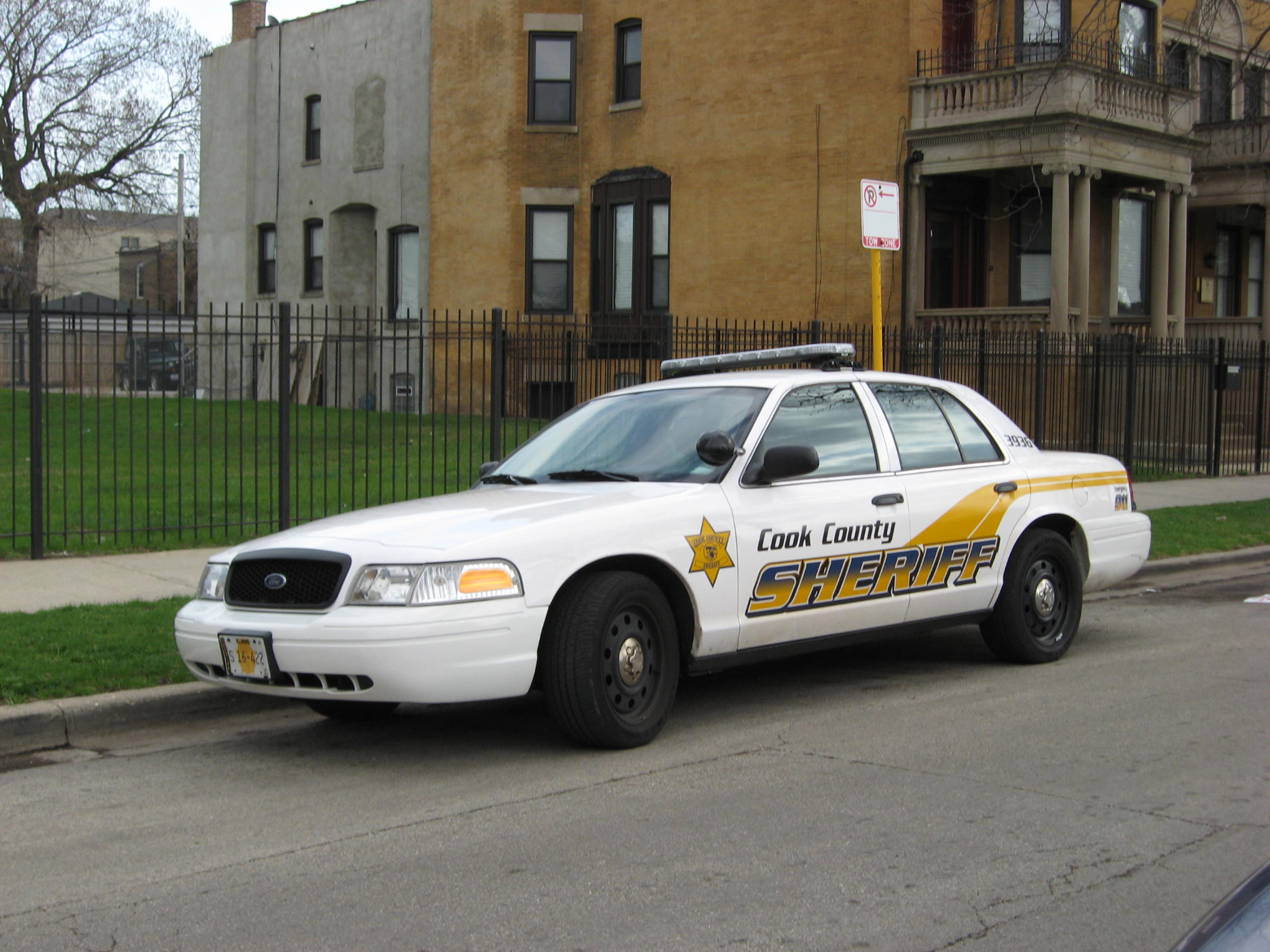
Une Ford Crown Victoria du bureau du shérif du comté de Cook.

Le bureau du shérif du comté de Cook (Cook County Sheriff's Office) est le principal service de police et organisme d'application de la loi qui dessert le comté. C'est le deuxième plus grand département du shérif aux États-Unis, avec plus de 6 900 membres. En 2020, le bureau disposait d'un budget de 619 millions de dollars.
Comme les autres bureaux du shérif dans l'État de l'Illinois, le shérif du comté de Cook assure toutes les fonctions traditionnelles d'application de la loi à l'échelle du comté, y compris les patrouilles et les enquêtes. Cependant, les localités constituées en municipalités (city, town ou village), quelle que soit leur taille, sont responsables de l'application de la loi dans leur juridiction. Par conséquent, le bureau du shérif concentre généralement ses fonctions de police dans les zones non constituées en municipalités et dans les zones rurales ne possédant pas de police municipale. Les services de patrouille de police du shérif ne sont souvent pas nécessaires dans les villes constituées, car des villes comme Chicago par exemple ont créé leurs propres services de police (Chicago Police Department).
Les adjoints du shérif, en dehors du département de la police du shérif, fournissent les autres services du shérif, tels que la surveillance des différents tribunaux du comté de Cook, la gestion et la surveillance de la prison du comté de Cook (9 800 détenus) et la supervision d'autres programmes de réhabilitation des délinquants. En plus d'assurer le maintien de l'ordre, le bureau du shérif contrôle la prison du comté, garde le palais de justice et ses annexes, fait office d'huissier de justice pour les documents judiciaires tels que les convocations et supervise les expulsions, même au sein des municipalités disposant de leurs propres forces de police.

### Tribunaux et ministères

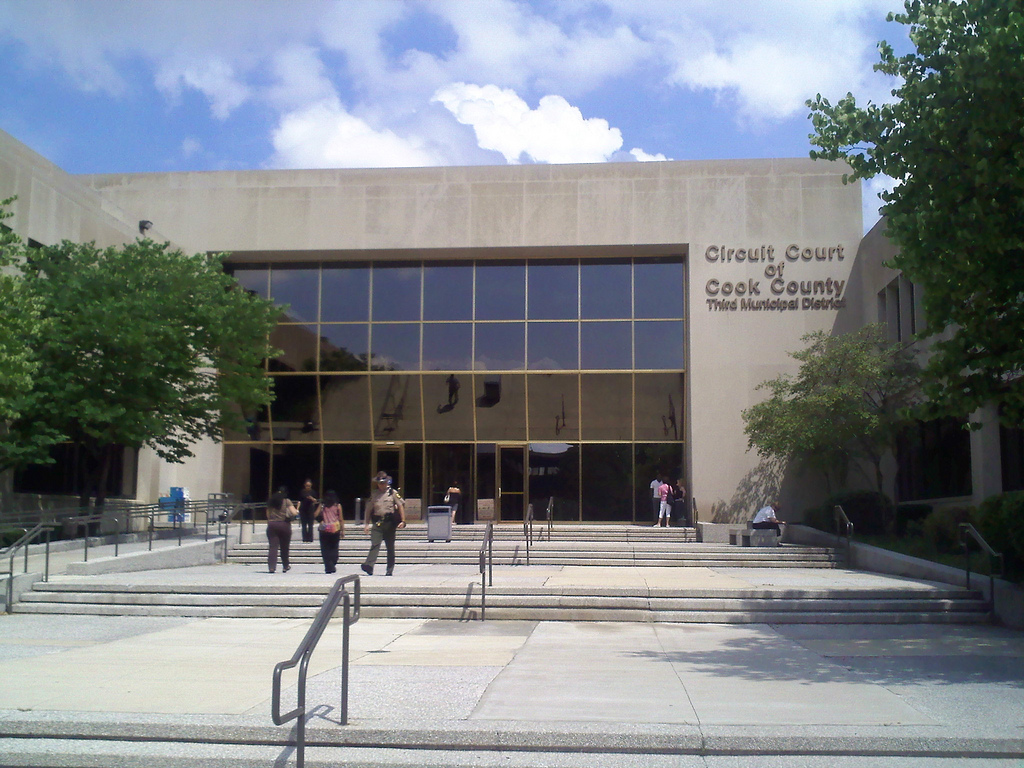
Tribunal du comté.

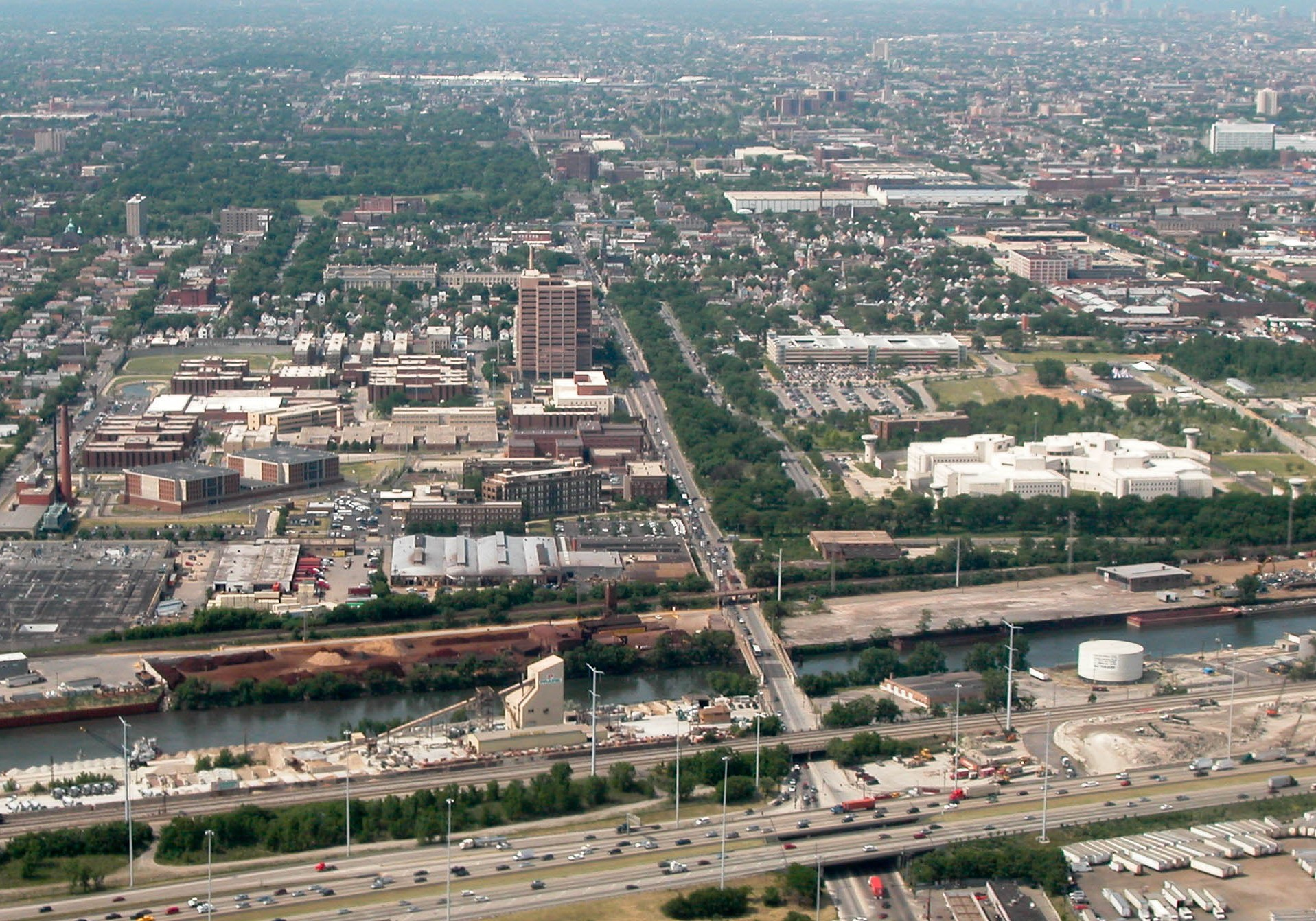
Vue générale de la prison du comté de Cook à Chicago.

Le tribunal du comté de Cook, qui est un organisme d'État financé en partie par le comté, traite plus de 1,2 million de cas chaque année. La prison du comté de Cook (Cook County Jail) gérée par le ministère correctionnel du comté (Cook County Department of Corrections), aussi connu comme la Cook County Jail, est la plus grande prison établie sur un site unique dans le pays (environ 12 500 prisonniers dans un seul bâtiment) et se trouve dans le secteur de South Lawndale à Chicago. Le Cook County Juvenile Detention Center, sous l'autorité du juge en chef de la Cour d'État, est le centre pour mineurs le plus important dans le pays et l'un des plus grands de la nation. La Law Library du comté de Cook est la deuxième plus grande bibliothèque de droit d'un comté aux États-Unis.
Le ministère de la santé (Cook County Department of Health), qui administre les services de santé publique dans le comté, est le deuxième plus grand système de santé publique dans le pays. Trois hôpitaux font partie de ce système : le John H. Stroger Jr. Hospital of Cook County (anciennement Cook County Hospital), le Provident Hospital et le Oak Forest Hospital of Cook County, ainsi que plus de 30 cliniques réparties à travers le comté de Cook.
Le ministère des transports du comté de Cook (Cook County Department of Transportation and Highways) est responsable de la conception, de la construction et de l'entretien des artères majeures dans le comté. Bien que le ministère des transports du comté a joué un rôle dans la conception de la plupart des autoroutes dans le comté, aujourd'hui, elles sont sous la juridiction de l'État (Illinois Department of Transportation). Les artères majeures situées dans la ville de Chicago ne sont pas sous la juridiction du comté mais sont prises en charge par la ville (Chicago Department of Transportation).

### Taxation
En mars 2008, le conseil du comté de Cook a augmenté la taxe sur la vente d'un pour cent, augmentant le taux de la taxe sur la vente dans le comté qui est passé de 0,75 % à 1,75 %. À Chicago, le taux a grimpé jusqu'à 10,25 %, le plus élevé de n'importe quelle autre grande ville aux États-Unis. À Evanston, la taxe sur la vente a atteint 10 pour cent et les résidents d'Oak Lawn payeront 9.5 pour cent. Le 22 juillet 2008, le Cook County board a voté contre la proposition du commissaire du comté de Cook d'abroger l'augmentation d'impôts.

## Démographie

Pyramide des âges du recensement de 2000.

Selon le bureau du recensement des États-Unis de 2020, la population du comté était de 5 275 541 habitants. Il y avait 1 974 181 ménages et 1 269 398 familles résidant dans le comté. La densité de population était de 5 686 personnes par mile carré (2 195/km2).
Les Euro-Américains (c'est-à-dire les Irlandais, Italiens, Allemands, Russes et Polonais) représentent 55,4 % de la population, les Afro-Américains représentent 24,8 %, les Asio-Américains (1,8 % d'Indiens, 1,2 % de Philippins, 1,2 % de Chinois, 0,7 % de Coréens, 0,3 % de Vietnamiens, 0,2 % de Japonais, 0,8 % autres) représentent 6,2 % de la population et les Amérindiens représentaient 0,4 % de la population du comté de Cook. Les personnes appartenant à d'autres groupes ethniques représentent 10,6 % de la population, les personnes métisses ou issus d'une union mixte représentent 2,5 % de la population du comté. Les Hispaniques et Latino-Américains (de n'importe quelle ethnie) représentent 24,0 % de la population totale du comté de Cook.
Selon le recensement de 2000, 9,1 % des habitants du comté ont des ancêtres Polonais, 8,1 % des ancêtres Allemands, 7,9 % des ancêtres Irlandais et 5,7 % des ancêtres Italiens. Selon un rapport, 17,63 % des personnes parlaient l'Espagnol à la maison ; 3,13 % parlent le Polonais.
Plus de la moitié de ses résidents habitent la ville de Chicago qui compte à elle seule 2 746 388 habitants en 2020.
| Groupe                           | Comté de Cook | Illinois | États-Unis |
| -------------------------------- | ------------- | -------- | ---------- |
| Euro-Américains                  | 55,4          | 71,5     | 72,4       |
| Afro-Américains                  | 24,8          | 14,6     | 12,6       |
| Autres                           | 10,7          | 6,7      | 6,4        |
| Asio-Américains                  | 6,2           | 4,6      | 4,8        |
| Métis                            | 2,5           | 2,3      | 2,9        |
| Amérindiens                      | 0,4           | 0,3      | 0,9        |
| Total                            | 100           | 100      | 100        |
| Hispaniques et Latino-Américains | 24,0          | 15,8     | 16,7       |

Sur les 1 974 181 ménages vivant dans le comté de Cook, 31 % ont un enfant de moins de 18 ans, 44 % sont des couples mariés, 15,6 % n'ont pas de maris présents, et 35,7 % ne sont pas des familles. 29,4 % de ces ménages sont constitués d'une personne dont 9,3 % d'une personne de 65 ans et plus.
L'âge moyen de la population est de 34 ans. Il y a 94 hommes pour 100 femmes. Il y a 90 hommes pour 100 femmes de 18 ans et plus.
Le revenu annuel moyen d'un ménage est de 45 922 dollars, et celui d'une famille de 53 784 dollars. Les hommes ont un revenu moyen de 40 690 dollars contre 31 298 dollars pour les femmes. Le revenu moyen par tête est de 23 227 dollars. Près de 10,6 % des familles (13,5 % de la population) vivent en dessous du seuil de pauvreté, dont 18,9 % de personnes en dessous de l'âge de 18 ans et 10,3 % de personnes de 65 ans et plus.

## Subdivisions

Panorama sur Downtown Chicago depuis le lac Michigan.

### Townships
Dans l'Illinois ainsi que dans d'autres États américains, un township est une subdivision administrative d'un comté. Intermédiaire entre la commune et le comté, les compétences des townships varient suivant les États. Dans l'Illinois, elles sont relativement élargies et interviennent dans les domaines de la sécurité publique, les transports publics et scolaires, la protection de l'environnement, la santé, la gestion des librairies et les services sociaux. 
En plus de servir les petites et moyennes communes, les townships servent particulièrement les secteurs du comté qui ne sont pas incorporés en communes (municipalités) et qui n'ont donc pas le pouvoir d'interagir dans certains domaines. Le comté de Cook est divisé en 29 townships.
Les villes de Chicago et d'Evanston sont les deux seules communes du comté à ne faire partie d'aucun township.

#### Townships(par population)

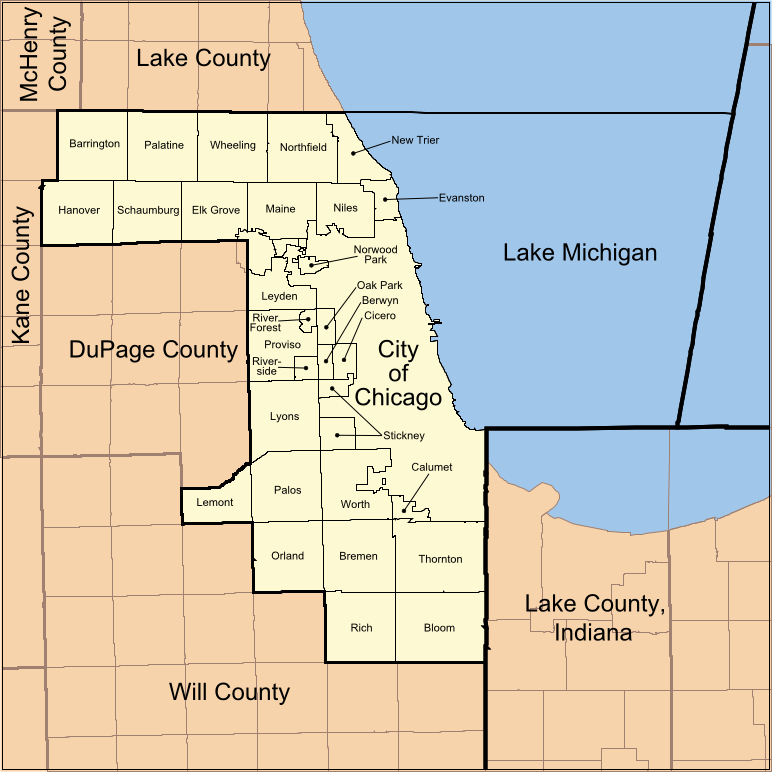
Carte du comté de Cook avec ses 29 townships (les villes de Chicago et d'Evanston ne dépendent d'aucun township).

Les 29 townships du comté de Cook par ordre décroissant de population :
- Thornton Township : 180 802
- Wheeling Township : 155 834
- Proviso Township : 155 831
- Worth Township : 152 239
- Maine Township : 135 623
- Schaumburg Township : 134 114
- Palatine Township : 112 740
- Bremen Township : 109 575
- Lyons Township : 109 264
- Niles Township : 102 638
- Elk Grove Township : 94 969
- Leyden Township : 94 685
- Bloom Township : 93 901
- Orland Township : 91 418
- Cicero Township : 85 616
- Hanover Township : 83 471
- Northfield Township : 82 880
- Rich Township : 67 623
- New Trier Township : 56 716
- Berwyn Township : 54 016
- Palos Township : 53 419
- Oak Park Township : 52 524
- Stickney Township : 38 673
- Norwood Park Township : 26 176
- Calumet Township : 22 374
- Lemont Township : 18 002
- Riverside Township : 15 704
- Barrington Township : 14 026
- River Forest Township : 11 635

### Municipalités

Carte du comté de Cook avec ses municipalités.

Le comté de Cook est constitué de 135 communes dont 23 villes (cities), 1 town et 111 villages.

#### Villes
- Berwyn
- Blue Island
- Burbank
- Calumet City
- Chicago - une petite partie se trouve dans le comté de DuPage
- Chicago Heights
- Country Club Hills
- Countryside
- Des Plaines
- Elgin - une partie dans le comté de Kane
- Elmhurst - une partie dans le comté de DuPage
- Evanston
- Harvey
- Hickory Hills
- Hometown
- Markham
- Northlake
- Oak Forest
- Oak Lawn
- Palos Heights
- Palos Hills
- Park Ridge
- Rolling Meadows

#### Town
- Cicero

#### Villages
- Alsip
- Arlington Heights
- Barrington - une partie dans le comté de Lake
- Barrington Hills
- Bartlett - une partie dans les comtés de DuPage et Kane
- Bedford Park
- Bellwood
- Berkeley
- Bridgeview
- Broadview
- Brookfield
- Buffalo Grove - une partie dans le comté de Lake
- Burnham
- Burr Ridge - une partie dans le comté de DuPage
- Calumet Park
- Chicago Ridge
- Crestwood
- Dixmoor
- Dolton
- East Hazel Crest
- Elk Grove Village - une partie dans le comté de DuPage
- Elmwood Park
- Evergreen Park
- Flossmoor
- Ford Heights
- Forest Park
- Forest View
- Frankfort - une partie dans le comté de Will
- Franklin Park
- Glencoe
- Glenview
- Glenwood
- Golf
- Hanover Park - une partie dans le comté de DuPage
- Harwood Heights
- Hazel Crest
- Hillside
- Hinsdale - une partie dans le comté de DuPage
- Hodgkins
- Hoffman Estates - une partie dans le comté de Kane
- Homewood
- Indian Head Park
- Inverness
- Justice
- Kenilworth
- La Grange
- La Grange Park
- Lansing
- Lemont
- Lincolnwood
- Lynwood
- Lyons
- Matteson
- Maywood
- McCook
- Melrose Park
- Merrionette Park
- Midlothian
- Morton Grove
- Mount Prospect
- Niles
- Norridge
- North Riverside
- Northbrook
- Northfield
- Oak Park
- Olympia Fields
- Orland Hills
- Orland Park
- Palatine
- Palos Park
- Park Forest - une partie dans le comté de Will
- Phoenix
- Posen
- Prospect Heights
- Richton Park
- River Forest
- River Grove
- Riverdale
- Riverside
- Robbins
- Rosemont
- Sauk Village - une partie dans le comté de Will
- Schaumburg - une partie dans le comté de DuPage
- Schiller Park
- Skokie
- South Barrington
- South Chicago Heights
- South Holland
- Steger - une partie dans le comté de Will
- Stickney
- Stone Park
- Streamwood
- Summit
- Thornton
- Tinley Park - une partie dans le comté de Will
- Westchester
- Western Springs
- Wheeling
- Willow Springs
- Wilmette
- Winnetka
- Worth

## Transports

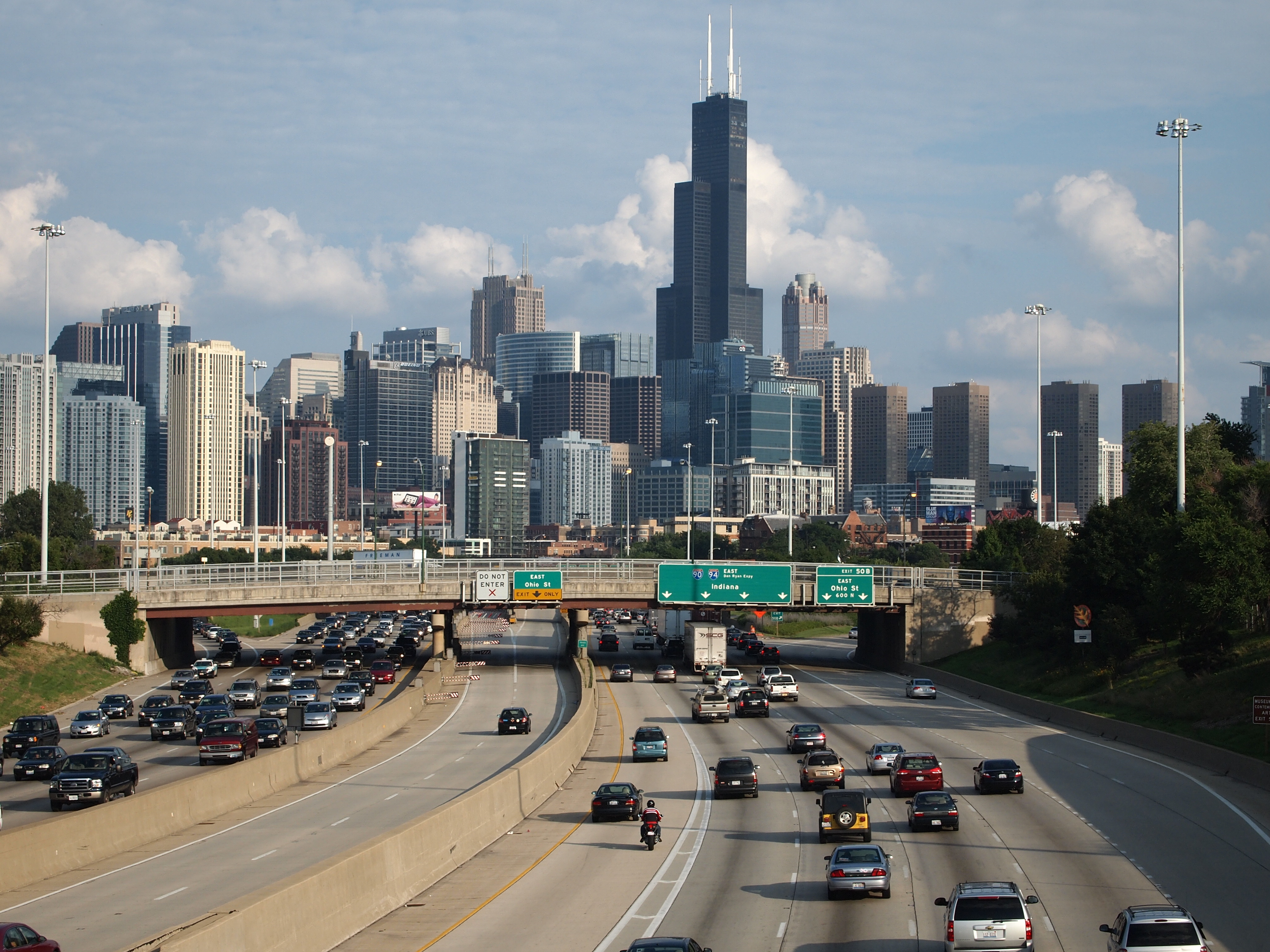
La Kennedy Expressway, une des nombreuses autoroutes de Chicago.

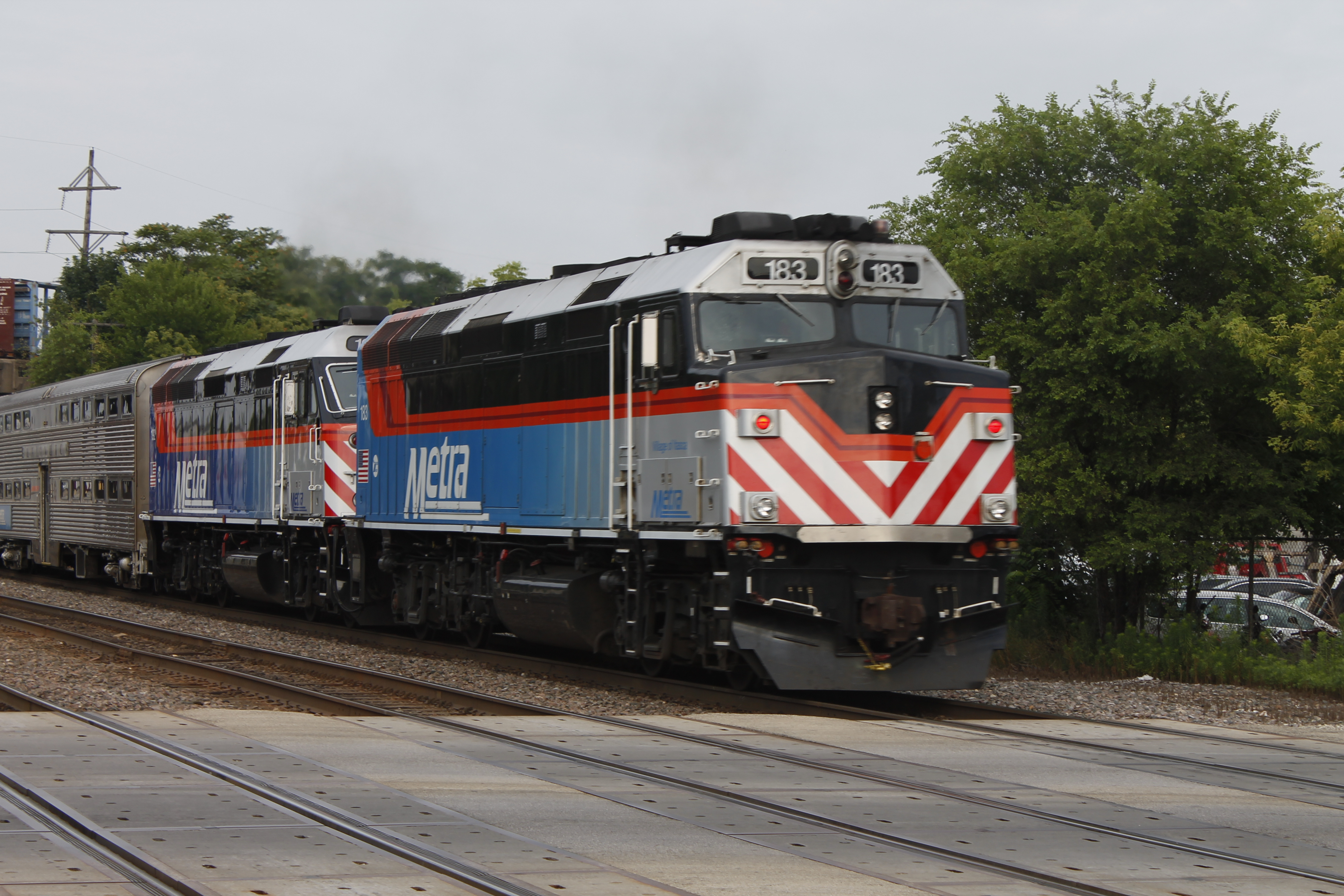
Un train de banlieue du réseau Metra.

Le comté de Cook est desservi par les bus urbains du réseau de transports en commun de la Chicago Transit Authority (CTA), du vaste réseau de bus Pace et dispose de nombreuses lignes de trains de banlieue du Metra à destination de toute l'aire métropolitaine de Chicago. 
Le comté se trouve également au cœur d'un vaste réseau routier et autoroutier, composé notamment d'autoroutes fédérales (U.S. highway), d'autoroutes inter-États (Interstate highway), et de routes d'État (State Route).
| - Interstate 55 - Interstate 57 - Interstate 80 - Interstate 88 - Interstate 90 - Interstate 94 - Interstate 190 - Interstate 290 - Interstate 294 - Interstate 355 | - U.S. Route 6 - U.S. Route 12 - U.S. Route 14 - U.S. Route 20 - U.S. Route 30 - U.S. Route 34 - U.S. Route 41 - U.S. Route 45 | - Illinois Route 1 - Illinois Route 7 - Illinois Route 19 - Illinois Route 21 - Illinois Route 25 - Illinois Route 38 - Illinois Route 43 - Illinois Route 50 - Illinois Route 53 - Illinois Route 56 | - Illinois Route 58 - Illinois Route 59 - Illinois Route 62 - Illinois Route 64 - Illinois Route 68 - Illinois Route 72 - Illinois Route 83 - Illinois Route 171 - Illinois Route 394 |

## Dans la culture populaire
- Dans la série télévisée hospitalière Urgences, l'hôpital de Chicago dans lequel se déroule l'intrigue se nomme « Cook County General Hospital ».
- Les événements de la série télévisée judiciaire The Good Wife se déroulent dans la ville de Chicago, en particulier dans le Comté de Cook, lieu d'intrigue du volet politique de la série.
- La série télévisée Demain à la une se déroule à Chicago où Gary Hobson reçoit l'édition du Chicago Sun-Times du lendemain.
- Dans le film Chicago, les héroïnes Velma Kelly et Roxie Hart se retrouvent dans la prison du Comté de Cook (précisé dans la chanson Cell Block Tango)

## Sources